# Herb Hradca Králové

Herb Hradca Králové

Herb Hradca Králové (cz. Hradecký czy Královéhradecký znak) – herb czeskiego miasta Hradec Králové stolicy kraju hradeckiego.

## Opis
Hradec Králové wykorzystuje znak, którego główna figura - dwugoogoniasty lew w koronie - po raz pierwszy pojawiła się na najstarszym zachowanym odcisku pieczęci hradeckiej z 1362 r. W tym czasie nie było jeszcze zwyczaju nadawania miastom przez władców tzw. przywilejów herbowych i fakt użycia symbolu królów czeskich w herbu miasta był przez króla po cichu tolerowany.
Litera G w herbie miasta zaczęła być używana przed 1400 r. Pierwszy wizerunek tego herbu znajduje się na ścianie mennicy na Dworze Włoskim w Kutnej Horze. Jest to dowód, że litera G oznacza skrót dawnej nazwy Gradec i nie jest skrótem od imienia króla Jerzego z Podiebradów, który bardzo lubił to miasto.
Z biegiem lat te dwa herby spłynęły w jeden i od początku XVIII w. Hradec Králové używa herbu w obecnej formie - w czerwonej tarczy występuje srebrny dwugoogoniasty lew w koronie, który patrzy w lewo i w przednich łapach, uzbrojonych złotymi pazurami, trzyma złotą literę G.
Ten sam znak używało w czasie niezależności swojej miasteczko Nový Hradec Králové (1850-1942).